# لیسی هارت
لیسی هارت (به انگلیسی: Lacie Heart) (زاده ۲۲ اوت ۱۹۸۶ در ایالات متحده آمریکا) بازیگر فیلم های پورنو اهل آمریکا است.او در سن ۱۹ سالگی یک رقصنده برهنه بود.هنگامی که او آن جا بود پس از ملاقات با مدیر L.A. Direct Models در اوت ۲۰۰۵ ٫ توسط وی استخدام شد.پس از آن او برای اولین بار برای بازی در فیلم های پورنو جلوی دوربین ظاهر شد.

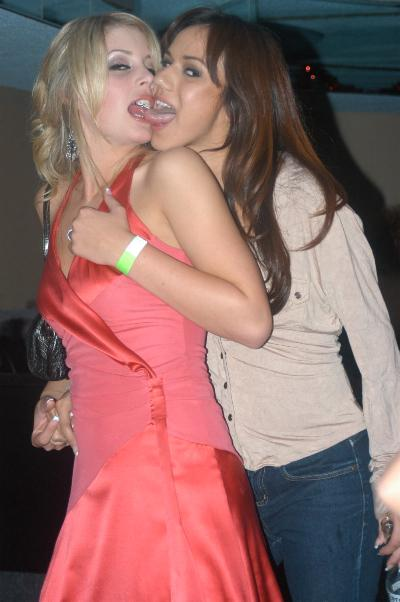
لیسی هارت و نادیا استایلز در LA Direct Model's Party در سال ۲۰۰۵